# Scheemda
Scheemda a fost o comună și o localitate în provincia Groningen, Țările de Jos. 

## Localități componente
Heiligerlee, Midwolda, Nieuw-Scheemda, Nieuwolda, Oostwold, Scheemda, ’t Waar, Westerlee.